# Adorazione del Bambino con i santi Girolamo, Maddalena ed Eustachio
L'Adorazione del Bambino con i santi Girolamo, Maddalena ed Eustachio è un dipinto a tempera e oro su tavola (111x48,5 cm) di Paolo Uccello, databile al 1436 circa e conservato nella Staatliche Kunsthalle di Karlsruhe.

## Storia
Non è nota la provenienza del dipinto, forse però può farsi risalire alla chiesa dei Santi Girolamo e Eustachio a Bologna, quindi al soggiorno emiliano dell'artista.
L'attribuzione a Paolo Uccello risale a Charles Loeser (1898), ma non è stata sempre accettata, anzi da Pudelkho si parlò di un ipotetico "Maestro di Karlsruhe" (1395, accettato da Carli 1954, Pope-Hennessy 1950) o del "Maestro di Quarate" (Mario Salmi, 1934-35). L'autografia venne invece ribadita da Roberto Longhi (1928), Federico Zeri (1983) e Alessandro Angelini (1990), pur con proposte di datazione differenti, mentre Parronchi (1974) e Padoa Rizzo (1991) parlarono di autore molto vicino a Paolo Uccello, magari sua figlia Antonia, monaca carmelitana menzionata anche come "pittoressa".

## Descrizione e stile
La tavolo, nel suo schema, è un unicuum, per la forma estremamente allungata, apparentemente privo di sportelli o scomparti laterali. In alto si vede la Sacra Famiglia, con la Madonna che prega rivolta al Bambino e Giuseppe assopito (molto simile a quello nella predella di Quarate, sebbene qui addolcito). La scena è ambientata all'aperto, all'ombra di una palma (simbolo di martirio), ma simbolicamente si trova nella capannuccia, come dimostra la presenza della stella cometa, del bue e dell'asinello. Sono queste due figure, inginocchiate e in scorcio, che rimandano direttamente all'Adorazione del Bambino di San Martino a Bologna.
In alto, sei angeli disposti simmetricamente, ricordano invece motivi del tardogotico e la lezione più decorativa di Lorenzo Ghiberti.
La parte più originale è quella inferiore, dove una soglia di roccia disegna delle nicchie in cui sono raccolti tre santi inginocchiati in preghiera, Girolamo (col leone e il cappello cardinalizio in terra), Maddalena (vestita di rosso e coi capellis ciolti) ed Esustachio (col levriero e il cervo). Essi sono disposti in tre scorci diversi, di notevole complessità, e sembrano separati dalla parte soprastante, sebbene la integrino senza soluzione di continuità.
Molto si è scritto cercando di interpretare queste tre figure, notando ad esempio le due figure ascetiche di Girolamo e della Maddalena, e di un santo legato alla caccia e ai boschi come Eustachio. La scelta dei santi però, anziché legata a motivi simbolici, potrebbe essere dovuta all'intitolazione di chiese, cappelle  o confraternite, oltre che al nome del committente, come sembrerebbero indicare i più recenti studi (Buitoni, 2013).